# Maizières (Meurthe i Mozela)
Maizières – miejscowość i gmina we Francji, w regionie Grand Est, w departamencie Meurthe i Mozela.
Według danych na rok 1990 gminę zamieszkiwało 749 osób, a gęstość zaludnienia wynosiła 48 osób/km² (wśród 2335 gmin Lotaryngii Maizières plasuje się na 462. miejscu pod względem liczby ludności, natomiast pod względem powierzchni na miejscu 315.).

## Populacja

Populacja Maizières w latach 1962–2008